# Ten (album, Pearl Jam)
Ten je prvi studijski album ameriške alternativne rock skupine Pearl Jam, ki je izšel 27. avgusta 1991 pri založbi Epic Records.

## Naslovi skladb
1. »Once« (Eddie Vedder, Stone Gossard) – 3:51
2. »Even Flow« (Vedder, Gossard) – 4:53
3. »Alive« (Vedder, Gossard) – 5:40
4. »Why Go« (Vedder, Jeff Ament) – 3:19
5. »Black« (Vedder, Gossard) – 5:43
6. »Jeremy« (Vedder, Ament) – 5:18
7. »Oceans« (Vedder, Gossard, Ament) – 2:41
8. »Porch« (Vedder) – 3:30
9. »Garden« (Vedder, Gossard, Ament) – 4:58
10. »Deep« (Vedder, Gossard, Ament) – 4:18
11. »Release« (Ament, Gossard, Dave Krusen, Mike McCready, Vedder) – 9:04
  - »Release« vsebuje skrito skladbo »Master/Slave« ob 5:20.

VB/nemške bonus skladbe
1. »Alive« (live) (Vedder, Gossard) – 4:54
  - Posneto v živo 3. avgusta 1991 v RKCNDY v Seattlu, Washington.
2. »Wash« (Ament, Gossard, Krusen, McCready, Vedder) – 3:33
3. »Dirty Frank« (Dave Abbruzzese, Ament, Gossard, McCready, Vedder) – 5:38

japonske bonus skladbe
1. »I've Got a Feeling« (John Lennon, Paul McCartney) – 3:42
2. »Master/Slave« (Vedder, Ament) – 3:50

bonus skladbe ponovne izdaje
1. »Brother« (Vedder, Gossard) – 3:59
2. »Just a Girl« (Vedder, Gossard) – 5:02
3. »Breath and a Scream« (Vedder, Gossard) – 5:58
4. »State of Love and Trust« (Vedder, McCready, Ament) – 4:49
5. »2,000 Mile Blues« (Vedder, Ament, McCready, Krusen) – 3:58
6. »Evil Little Goat« (Ament, Gossard, Krusen, McCready, Vedder) – 1:29

bonus skladbe ponovne izdaje na iTunes
1. "Why Go« (live at The Academy Theater) (Vedder, Ament) – 4:01
2. »Even Flow« (live at The Academy Theater) (Vedder, Gossard) – 5:10
3. »Alone« (live at The Academy Theater) (Abbruzzese, Ament, Gossard, McCready, Vedder) – 3:26
4. »Garden« (live at The Academy Theater) (Vedder, Gossard, Ament) – 5:42

Pesmi v živo so bile posnete 31. decembra 1992 v Univerzitetnem gledališču v New Yorku.